# Cimetière marin du Rosais
 (octobre 2016).
Le cimetière marin du Rosais est un cimetière de Saint-Malo, dans le département d'Ille-et-Vilaine en Bretagne.

## Situation et historique
Situé chemin du Vau Garni dans le quartier du Rosais à Saint-Malo, dans le secteur de l'ancienne commune de Saint-Servan rattachée à Saint-Malo en 1967, le cimetière du Rosais est un cimetière marin et escarpé qui surplombe l'embouchure de la Rance dans la baie de Saint-Malo.

## Toponymie
Son nom prend celui de l'ancien proche hôpital du Rosais.

## Sépultures de personnalités notables
- Étienne Blandin (1903-1991), Peintre de la Marine.
- Armand de Chateaubriand (1768-1809), cousin de l'académicien François-René de Chateaubriand.
- Louis Duchesne (1843-1922), historien et membre de l'Académie française, 1895, directeur de l' École française de Rome. Le 30 mai 1922, le conseil municipal de Saint-Servan répondait à la demande de Jules Haize et adoptait à l’unanimité trois propositions : « Mgr Duchesne ayant désiré reposer dans le cimetière du Rosais, la ville concède gratuitement un terrain pour sa sépulture ; le nom de ce savant sera donné à l’une des places de sa ville natale : la place du Casino s’appellera désormais place Louis Duchesne ; un monument à sa mémoire sera élevé sur cette place : au moment opportun, la ville en prendra l’initiative de concert avec les hautes personnalités auxquelles se rattache la réputation mondiale du célèbre historien. »
- Geoffroy Dauvergne (1922-1977), peintre, sculpteur, fresquiste, élève d'Étienne Blandin,  Mathurin Méheut, Jean Dupas et Edmond Heuzé. Auteur de nombreuses fresques dans les écoles de Saint-Malo, Tinténiac, Combourg, Cholet, Mayenne, et la façade de l'église Saint-Jean-l'Évangéliste (1961). Dans le caveau familial avec ses parents Jules Dauvergne (1888-1964), notaire, puis juge à la cour d'appel de Rennes pendant l'occupation.
- Sépulture des Magon, une noble famille qui a occupé de nombreux postes dans l'histoire malouine et française.
- Jules Haize (1873-1933), maire de Saint-Servan en 1920.
- Guillaume Joseph de Kergariou (1877-1926) et son épouse (30 mai 1946), maire de La Gouesnière de 1905 à 1908 et de 1908 à son décès en 1926[1].
- Sépulture des Magon
- René Martineau (1866-1948), homme de lettres, critique littéraire, ami de Léon Bloy sur lequel il fut prolifique.
- Jacques de Bernonville (1897-1972), collaborateur sous le régime de Vichy, il dirige en 1941 au Maroc les services du commissariat général aux questions juives et implanta le service d'ordre légionnaire, troupes de chocs à l'origine de la Milice. Au cours de l'hiver 1943-1944, il crée l'école d'instruction à Taverny pour former des stagiaires destinés à la Waffen-SS. Bras droit de Klaus Barbie, il dirigea les troupes qui, aux côtés des Allemands, anéantirent le maquis du plateau des Glières. Condamné à mort par contumace en 1945, il fuit dans différents pays. Arrêté au Canada, il fuit à nouveau au Brésil ou il est assassiné pour un motif crapuleux. Il est le beau-père[réf. nécessaire] du docteur Xavier Dor, militant anti-avortement.
- Jean Le Covec de Keryvallon, dit Jean Kery (1893-1985), écrivain, auteur de romans policiers sous le pseudonyme de Bobby Bob.
- Louis-Joseph Pivet (1855-1924), vice-amiral, chef d’état-major de la Marine lors des débuts de la Première Guerre mondiale.
- André Savignon (1878-1947), écrivain, journaliste, romancier, collaborateurs de plusieurs journaux anglais, partageant son temps entre les deux pays et devint célèbre pour son roman : Filles de la pluie, prix Goncourt  en 1912.

## Le cimetière dans l'audiovisuel
- En septembre 2016, le cimetière est le décor d'une séquence du long-métrage Drôles d'oiseaux réalisé par Élise Girard[2].